# 655 Briseïs
655 Briseïs è un asteroide della fascia principale del diametro medio di circa 30,79 km. Scoperto nel 1907, presenta un'orbita caratterizzata da un semiasse maggiore pari a 2,9871080 UA e da un'eccentricità di 0,0912377, inclinata di 6,50544° rispetto all'eclittica.
Il nome fa riferimento a Briseide, schiava di Achille durante la guerra di Troia.